# Spark (canción de Amy Macdonald)
«Spark» es una canción de la cantante escocesa Amy Macdonald. La canción es el segundo sencillo de su álbum A Curious Thing, y fue lanzado en Reino Unido el 10 de mayo de 2010.

## Vídeo musical
El vídeo musical fue filmado en Loch Lomond en Escocia. Comienza con Amy caminando por una rampa hacia un lago y empieza a tocar la guitarra con una caravana de fondo, aparecen líneas de color naranja en todo el vídeo y ves diferentes fotos de lago, el bosque y Amy tocando su guitarra.
La canción y el vídeo musical muestra la historia de una persona quién busca lo que parece ser el fondo de una roca que está por allí. Desloado, indigente, y sin lugar dónde ir. Lo que parece ser el final del camino es un lago (muerto). Una patética e indigna existencia. Pero la persona allí hace una última reflexión de todo antes de terminar y darse cuenta de que todo lo que necesita estar hecho es negar en aceptar un final lamentable. Desde que nadie está por venir a rescatarlo, la persona decide rescatarse a sí mismo. Ella era su salvadora cuando ella declaró con audacia... "Yo soy la 'luz' (en la oscuridad...Soy la coincidencia..Soy la 'Chispa'). 

## Lista de canciones
Digital Download
1. "Spark"  – 3:07
2. "Spark" (Acoustic Version - German Radio Tour) – 3:05

iTunes Digital download
1. "Spark" – 3:07
2. "Your Time Will Come" (Farewell Olympic Studios Version) – 3:48
3. "Spark" (Tom Middleton Mix) – 8:22
4. "Don't Tell Me That It's Over" (Acoustic Version - German Radio Tour) – 3:07

German Single-CD
1. "Spark" – 3:07
2. "Spark (HR1 Acoustic Version) – 3:05
3. "Spark" (Tom Middleton Mix) – 8:22
4. "Don't Tell Me That It's Over" (HR1 Acoustic Version) – 3:07

## Posicionamiento
| Lista (2010)                   | Posición máxima |
| ------------------------------ | --------------- |
| Austria (Ö3 Austria Top 75)    | 74              |
| Belgium (Ultratop Flanders)    | 44              |
| Belgium (Ultratop Wallonia)    | 45              |
| Germany (Media Control AG)[8]  | 56              |
| Switzerland (Media Control AG) | 62              |

## Lanzamiento
| Región      | Fecha               | Formato                       | Sello           |
| ----------- | ------------------- | ----------------------------- | --------------- |
| Reino Unido | 10 de mayo de 2010  | Descarga digital, CD sencillo | Mercury Records |
| Alemania    | 25 de junio de 2010 | Descarga digital, CD sencillo | Mercury Records |